# Руска Школа
Руска Школа — українське педагогічне товариство на Буковині. Пізніше Українська Школа.
«Руска Школа» — педагогічний журнал, видання Товариства Руска Школа, виходив у Чернівцях 1888 та 1891. Редактор — С. Смаль-Стоцький.